# روان‌شناسی تطبیقی

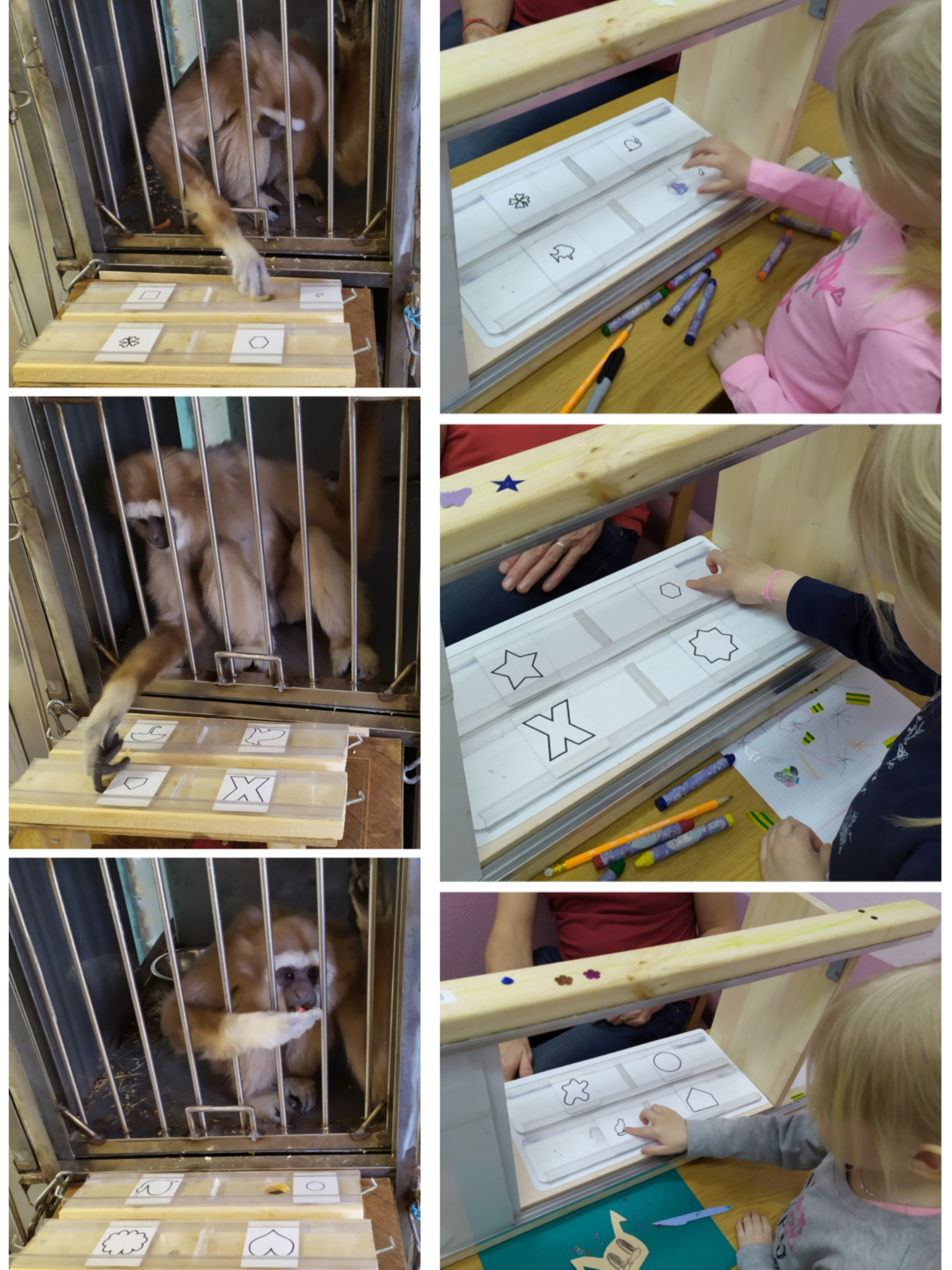
برای پاسخ به این سوال که چه چیزی یک انسان (هومو ساپینس) را منحصر به فرد می‌کند، لازم است در مورد توانایی‌های سایر گونه‌ها، به ویژه در نخستی‌ها، اطلاعات کسب کنیم. جلسه شماره ۱. بررسی توانایی شکل‌گیری یا تحقق مفاهیم مختلف در یک گیبون (هیلوبات لار) به نام اورفئوس از باغ‌وحش لنینگراد، سن پترزبورگ، و در یک کودک ۴ ساله. شرکت‌کنندگان توانستند مفهوم تصویر «کوچکتر» را داشته باشند. آنها یاد گرفته‌اند که از بین سه تصویر متوسط دیگر (دو عکس در بالا) یک تصویر کوچک و از بین سه تصویر بزرگ دیگر (دو عکس در وسط و پایین) یک تصویر متوسط انتخاب کنند.

روان‌شناسی تطبیقی یا روان‌شناسی مقایسه‌ای یا روان‌شناسی هم‌سنجشی (به انگلیسی: comparative psychology) یا روان‌شناسی جانداران، شاخه‌ای از دانش روان‌شناسی است که به مطالعهٔ موجودات زنده به‌جز انسان می‌پردازد، هرچند برخی دانشمندان با این تعریف موافق نیستند.
این دانش به مقایسهٔ گونه‌های رفتاری بین دیگر موجودات زنده -برای توضیح رفتارهای انسان- می‌پردازد.